# Carlos van Heyningen
Carlos van Heyningen (Aruba, 1950) is een voormalig Nederlands honkballer.
Van Heyningen, die aanvankelijk honkbalde bij de Hilversum Hurricanes en later in de Nederlandse hoofdklasse uitkwam voor de vereniging UVV uit Utrecht, maakte in 1977 deel uit van van het Nederlands honkbalteam waarmee hij destijds deelnam aan de Europese kampioenschappen. Hij kwam uit in de Nederlandse hoofdklasse voor diverse verenigingen en verhuisde later naar St.Maarten waar hij in 1994 bondscoach werd van het team van de Nederlandse Antillen. In 2008 was hij coach van het team dat deelnam aan de Haarlemse Honkbalweek. Van Heyningen woont op Sint Maarten en heeft 2 zoons en een dochter.